# Zola Budd
Zola Budd (Bloemfontein, Estat Lliure d'Orange 26 de maig 1966) és una atleta sud-africana, especialista en proves de mitjana distància, ja retirada. El 1984 i 1985, va batre el rècord mundial femení en 5000 metres. També va guanyar dues vegades el World Cross Country Championships el 1985 i el 1986.

## Marques personals
| Prova  | Temps    | Lloc      | Data       |
| ------ | -------- | --------- | ---------- |
| 1500 m | 3:59,96  | Bruxelles | 30/08/1985 |
| 3000 m | 8:28,83  | Roma      | 07/09/1985 |
| 5000 m | 14:48,07 | Londres   | 26/08/1985 |